# Marcia Harris
Pour les articles homonymes, voir Harris.
Lena Hill, née le 14 février 1868 à Providence (Rhode Island), morte le 18 juin 1947 à Northampton (Massachusetts), est une actrice américaine, connue sous le nom de scène de Marcia Harris.

## Biographie
Au théâtre, Marcia Harris débute à Broadway (New York) dans une comédie musicale représentée en 1913. Suivent trois pièces, les deux premières jouées respectivement en 1916 et 1917 ; la dernière en 1923 est The Adding Machine (en) d'Elmer Rice (avec Edward G. Robinson et Helen Westley).
Au cinéma, elle apparaît dans quarante-huit films américains, majoritairement muets, les deux premiers sortis en 1915 ; suivent notamment Pauvre petite fille riche (1917, avec Mary Pickford et Charles Wellesley) et Prunella (1918, avec Marguerite Clark et Jules Raucourt), tous deux réalisés par Maurice Tourneur, ainsi que Les Deux Orphelines de D. W. Griffith (1921, avec Lillian et Dorothy Gish).
Parmi ses quelques films parlants, mentionnons Tempête d'Alexander Korda (1929, avec Richard Tucker et Alice Joyce) et Three Wise Girls de William Beaudine (avec Jean Harlow et Mae Clarke), son dernier film sorti en 1932.

## Théâtre à Broadway (intégrale)
- 1913 : All Aboard, comédie musicale, musique d'E. Ray Goetz et Malvin M. Franklin, lyrics d'E. Ray Goetz, livret de Mark Swan : Mme Van Haan
- 1916 : Rich Man, Poor Man de Maximilian Foster
- 1917 : What Happened to Jones de George Broadhurst (en)
- 1923 : The Adding Machine d'Elmer Rice : Mme One

## Filmographie partielle

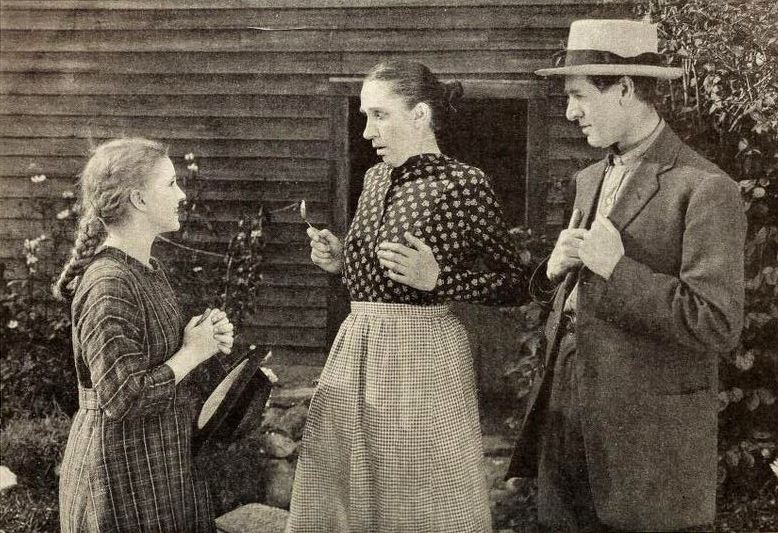
Avec Mary Miles Minter (à g.) et Frederick Burton, dans Anne of Green Gables (1919)

- 1916 : The Foundling de John B. O'Brien : Julia Ember
- 1917 : La Petite Fille soldat (The Little Boy Scout) de Francis J. Grandon : Elizabeth Howland
- 1917 : Pauvre petite fille riche (The Poor Little Rich Girl) de Maurice Tourneur : Mlle Royale
- 1918 : Prunella de Maurice Tourneur : Prude
- 1918 : Madame Jealousy de Robert G. Vignola
- 1919 : Anne of Green Gables de William Desmond Taylor : Marilla Cuthbert
- 1919 : The Bishop's Emeralds réalisé par John B. O'Brien
- 1920 : L'Homme qui assassina (en) (The Right to Love) de George Fitzmaurice : la gouvernante
- 1920 : La Gamine (The Flapper) de Alan Crosland  : Mme Paddles
- 1921 : Le Bandeau de Cupidon (A Heart to Let) d'Edward Dillon : Zaida Kent
- 1921 : Les Deux Orphelines (Orphans of the Storm) de D. W. Griffith : la propriétaire d'Henriette
- 1923 : Le Flot qui monte (On the Bank of the Wabash) de J. Stuart Blackton : Tilda Spiffen
- 1924 : Sinners in Heaven d'Alan Crosland : la tante de Barbara
- 1924 : Isn't Life Wonderful de D. W. Griffith
- 1925 : Incognito (The King of Main Street) de Monta Bell : la tante Tabitha Young
- 1926 : Le Galant Étalagiste (Love 'Em and Leave 'Em) de Frank Tuttle : Mlle Streeter
- 1926 : The Reckless Lady d'Howard Higgin : Sophie
- 1926 : Aïe, mes aïeux ! (So's Your Old Man) de Gregory LaCava : Mme Bisbee
- 1927 : The Music Master (en) d'Allan Dwan : Mlle Husted
- 1928 : Brotherly Love de Charles Reisner : Mme Coggswell
- 1928 : Peggy et sa vertu (Take Me Home) de Marshall Neilan
- 1929 : L'Affaire Greene  (The Greene Murder Case), de Frank Tuttle : Hemming
- 1929 : Tempête (The Squall) d'Alexander Korda : la tante Anna
- 1930 : La Piste des géants (The Big Trail) de Raoul Walsh : Mme Riggs
- 1931 : Young as You Feel de Frank Borzage : Mme Denton
- 1932 : Three Wise Girls de William Beaudine : la propriétaire